# Mohamad Fityan
Mohamad Fityan (Alepo, Siria, 1 de agosto de 1984) es un músico y compositor sirio conocido por su dominio del nay y el kawala.

## Vida y carrera
Fityan estudió con Mohamad Kassas y Berj Kassis, y se graduó en el Instituto Superior de Música de Damasco en 2010.
Ha actuado como solista en muchos países de todo el mundo con diferentes orquestas y bandas internacionales incluyendo la Orquesta Nacional de Siria, la Orquesta de Jazz Big Band de Siria, la Orquesta Sinfónica Sinfonía de Berlín, la Orquesta de Jazz de Bruselas, la Filarmónica bávara, la orquesta Fanfare du Loup, la Codarts & Royal Conservatory Big Band, la Sarband Ensemble y otras. A lo largo de su carrera ha dado conciertos en Europa, Asia, África del Norte, Oriente Medio y Emiratos Árabes Unidos.
Fityan también participó en varias bandas sonoras para series y películas con el nay y el kawala.
En 2014 escapó de la guerra civil que estalló en su patria, Siria, y llegó a Berlín, donde encontró un lugar seguro para vivir y continuar su trayectoria como músico. Desde entonces ha trabajado con muchos músicos alemanes, lo que entre otras cosas llevó a la formación de su propia banda «Fityan» en 2016. La banda grabó su primera reproducción extendida «Oriental Space» en Alemania.
Aparte de ser compositor y músico, Fityan tiene una amplia experiencia como profesor de música. Ha enseñado en diversos institutos de toda Siria, entre ellos el Instituto de Música Solhi al-Wadi, el «Music in Me» sirio-neerlandés apoyado por la UNRWA y Aldeas Infantiles SOS de UNICEF. En Alemania imparte clases en la Academia de Verano de Música Oriental y en 2018 incluso fundó su propia «Fityan Academy»: una academia en línea para enseñar a tocar el nay y el kawala.

## Premios y honores
- Premio al mejor intérprete de nay, Concurso de jóvenes músicos sirios en Siria (2002).
- Premio al mejor director de orquesta, Concurso de jóvenes músicos sirios en Siria (2003).
- El primer intérprete de nay que toca solo en el concierto de lanzamiento de la Orquesta de Jazz Big Band de Siria en el Castillo de Damasco (2005).
- Invitación especial de la oficina de Su Alteza el Jeque Mohammed bin Rashid Al Maktoum, primer ministro de los Emiratos Árabes Unidos, para actuar en la ceremonia inaugural de la Copa Mundial de Carrera de Caballos de Dubái 2015.